# Ампел
Ампел, также Ампелос (др.-греч. Ἄμπελος, Ámpelos — виноград, виноградная лоза; лат. Ampelus) — в греко-римской мифологии — прекрасный юноша, сын сатира и нимфы.
Он был спутником и возлюбленным бога виноделия Диониса. В результате несчастного случая Ампелос погиб и по воле богов был превращён в виноградную лозу. Из неё люди стали делать новый, наделённый необычными свойствами напиток — вино. Таким образом, Ампелос стал источником основных атрибутов и божественной силы Диониса. Согласно Овидию он также был вознесён на небо как звезда Виндемиатрикс.
Ампелос упоминается в литературе Римской империи: у Овидия, Нонна Панополитанского и в «Псевдо-Климентинах». Идентификация его образа в античном изобразительном искусстве вызывает споры среди исследователей. Миф Об Ампелосе имеет много пересечений с древнегреческой литературной традицией. При этом исследователи также отмечают его пересечения с христианской мифологией.

## Миф
Литературные источники мифа об Ампелосе крайне малочисленны. В двух различных версиях он был пересказан в эпоху Римской империи в поэмах «Фасты» Овидия (I век н. э.) и «Деяния Диониса» Нонна Панополитанского (V век н. э.). О любви Диониса и Ампелоса также упоминается в «Псевдо-Климентинах» (II—IV век н. э.).
Согласно краткому рассказу Овидия, рождённый от союза сатира и нимфы Ампелос жил в Исмарийских горах во Фракии. Он был возлюбленным Диониса. Однажды бог предложил Ампелосу виноградную гроздь, которая висела высоко на ветках вяза. Собирая ягоды, юноша так увлёкся, что сорвался с дерева, упал и разбился насмерть. Дионис вознёс своего возлюбленного на небо и превратил его в звезду Виндемиатрикс (лат. Vindēmiātrix — «виноградница»), а виноградная лоза с тех пор стала носить имя Ампелоса.
В поэме «Деяния Диониса» Нонна Панополитанского данный миф подробно изложен с X по XII главу, хотя упоминается и в других её частях. Согласно этой версии Ампелос родился среди сатиров на горе Тмол в Лидии. При этом он также именуется фригийцем. Молодой Дионис встретил юношу во время своего путешествия по этому краю и влюбился в него. С тех пор Ампелос стал спутником бога. Они вместе путешествовали, охотились, играли на музыкальных инструментах, пели и пировали. Они также соревновались в различных спортивных состязаниях (в борьбе, беге и плавании в водах Пактола), при этом Дионис поддавался возлюбленному, чтобы порадовать его. Но однажды Дионису было явлено пророчество о том, что Ампелосу суждено умереть молодым от рогатого зверя. Дионис предупредил возлюбленного об опасности и попросил не отлучаться от себя, однако тот его не послушал. И вот в один из дней вышедшего в одиночестве на охоту Ампелоса заметила богиня бедствий Ата. В угоду жестокой мачехе Диониса она решила погубить его. Ата обернулась юношей и стала убеждать Ампелоса в том, что Дионис на самом деле не ценит его: не даёт ему править запряжённой пантерами повозкой, не наделяет его никаким особым даром, в отличие от других сатиров из своей свиты. Для того, чтобы Дионис стал больше ценить его, она предложила юноше доказать свою состоятельность и оседлать быка: «ведь даже нежная дева Европа на бычью взошла хребтовину бесстрашно». Поддавшись уговорам, Ампелос действительно оседлал рогатого зверя. Он так этим возгордился, что стал хвастать своей удалью: «О, богиня Селена, рогатая, мне позавидуй! Стал я тоже рогатым, на турьей скачу хребтовине!». Лунная богиня оскорбилась этим речам и наслала на Ампелоса бычьего слепня. Ужаленный им зверь взбесился и стремглав понёс своего наездника в бездорожную чащу на скалах. Сбросив Ампелоса со спины, бык в бешенстве растерзал его, оторвал голову и скинул её в пропасть. Узнав о смерти друга, до той поры не ведавший скорби Дионис впал в отчаяние. Он приготовил тело возлюбленного к похоронам и исполнил над ним погребальную песню. Услышавший её бог любви Эрот обернулся старым учителем Диониса Силеном и попытался утешить его, рассказав среди прочего легенду о любви Каламоса и Карпоса, а также посоветовал излечить несчастную любовь новой любовью. Вняв плачу Диониса, боги не дали Ампелосу отправиться в царство мёртвых Аида и превратили его в виноградную лозу, из ягод которой родился подобный божественному нектару чудесный напиток — вино. С тех пор Дионис стал носить венок из плюща и виноградных гроздей и принял лозу и вино как свои личные и главные атрибуты, призванные прославить его и возлюбленного, поскольку этот напиток обладал удивительным свойством дарить людям радость и утешать их от горя.

## Анализ мифа
|                                      |                                     |
| Гравюра «Дионис и Ампелос». XVII век | Иисус-Виноградарь. Икона XVII века. |

Ряд историков считают, что римские авторы полностью выдумали миф об Ампелосе, другие предполагают, что они могли опираться на более раннюю античную традицию.
В легенде об Ампелосе исследователи находят много мотивов, характерных для греческой мифологии: темы жизни и смерти, соединения земного и божественного, обожествления смертного человека, фаворитизма у бога из-за невероятной красоты, однополых отношений, смерти из-за гордыни, метаморфозы и воскрешения, антропоморфизма и очеловечивания природы, легенды о происхождении. Нонн в своём повествовании делает многочисленные отсылки к другим греческим мифам: о Гиацинте, Ганимеде, Нарциссе, Пелопе, Гиласе, Европе, Атимнии, Главка, Беллерофонте, Марсии.
Примечательно, что после превращения Ампелоса в лозу Дионис сам собирает первый урожай, делает и выпивает первое вино, тем самым соединяясь с ним, как и ранее с юношей, физически. Таким образом, через воскресение своего возлюбленного бог получает свою основную силу и атрибуты — лозу и вино.
Ряд исследователей говорят о сюжетных параллелях двух поэм Нонна Панополитанского «Деяния Диониса» и «Деяния Иисуса» (стихотворный пересказ Евангелие от Иоанна). Они считают, что автор намеренно смешал греческую и христианскую мифологии, что было характерно для литературы того времени. В частности, в истории о возрождении Ампелоса имеются текстовые и смысловые совпадения с притчей о воскрешении Лазаря. Образ Диониса таким образом объединяется с Христом.
Другие исследователи отмечают дополнительные параллели между двумя мифологиями. Так, в «Деяниях Диониса» присутствует мотивы предсказания и прихода Мессии-сына бога: в ходе битвы Зевса с убившими его сына Загрея-Диониса Титанами на землю последовательно насылаются всемирные пожар и потоп, в результате чего большая часть человечества гибнет, а оставшаяся пребывает в горе и бедствии, но Зевс даёт предсказание, что он «родит единородного сына», который создаст вино и тем утешит род людской. Также в поэме присутствует мотив чуда вина. В повествовании об Ампелосе делается последовательный акцент сначала на воде, а потом на вине, что возможно предполагает превращение воды в вино и перекликается с чудом Христа во время брака в Кане Галилейской. Присутствует также своеобразный обряд водного омовения, который может быть отсылкой к крещению. Повторяется мотив чуда воскрешения (Загрея в Дионисе и Ампелоса в вине), а также присутствует мотив посмертного счастья.

## В античном изобразительном искусстве
|                                                          |  |
| Дионис и Ампелос (?). Ок. 150—200 гг.. Британский музей. |  |

|                                                      |                                            |
| Торс Ампелоса (?). 20-30 гг. II в. Пушкинский музей. | Дионис. Фреска из Дома столетия в Помпеях. |

В изобразительном искусстве античности поиск и идентификация образа Ампелоса вызывают споры среди исследователей.
Наиболее примечательным предполагаемым изображением Ампелоса является найденная в Риме в 1772 году скульптурная группа, которая сейчас входит в коллекцию Британского музея. Статуя датируется II веком нашей эры. Некоторые исследователи считают, что её прототипом была греческая скульптура III века до нашей эры. Статуя изображает Диониса, обнимающего Ампелоса, из тела которого растут листья и грозди винограда и который книзу постепенно теряет человеческую форму, полностью переходя в растение. В основании скульптуры изображены ящерица и кусающая ягоды пантера с ошейником из плюща. Ампелос протягивает держащему чашу Дионису гроздь винограда. Оба персонажа изображены андрогинными. Из-за этого некоторые исследователи считают фигуру спутника Диониса женской.
К числу изображений Ампелоса также относят торс с виноградной лозой в Государственном музее изобразительных искусств имени А. С. Пушкина. Эта римская статуэтка 20-30-х годов II века в своём построении имеет заметную ориентацию на школу Праксителя, но иконография её необычна: кроме пересекающей торс виноградной лозы имеются изображения меча и, вероятно, колчана. Это не соответствует ни одному классическому образу. Исследователи считают, что данная фигура является эклектичным изображением Диониса, Ботриса или Ампелоса. Сходное изображение мужчины с лозой можно найти на египетском рельефе IV века из собрания Лувра. Однако ряд исследователей отмечают, что фигура, увитая виноградом, также может быть изображением Диониса, как, например, в росписи Дома столетия в Помпеях.
В собрании Британского музея также имеется терракотовый рельеф Кампана, на котором изображён наполовину превращённый в виноградную лозу юноша в окружении двух сатиров. Некоторые исследователи видят в этой фигуре молодого Диониса, другие — Ампелоса. В Национальном музее Рима в Термах Диоклетиана хранится саркофаг Аква-Траверсе, на котором изображено шествие Вакха. В центре рельефа находится фигура стоящего на виноградной лозе мужчины, вокруг которого четыре вакханки собирают ягоды. Эта фигура может быть интерпретирована как изображение Пана или Ампелоса.
Как Ампелоса также иногда идентифицируют изображения молодого сатира, сопровождающего Диониса. Такие статуи и мозаики часто встречаются, они были повсеместно распространены во всем античном мире. Однако столь широкое распространение этого иконографического образа вызывает у исследователей сомнение в тождестве с Ампелосом, поскольку это резко контрастирует с его редким упоминанием в античной литературе.
|                                                                               |                                                                                        |                                                         |                                                         |                                                        |
| Рельеф Кампана «Ампелос» (?). 50 г. до н. э. — 25 г. н. э.. Британский музей. | Рельеф «Дионис и Ампелос (?)». I — II век. Национальный археологический музей Неаполя. | Дионис и Ампелос (?). 50-350 гг. н.э. Лейденский музей. | Дионис и Ампелос (?). 50-350 гг. н.э. Лейденский музей. | Дионис и Ампелос (?). I век до н. э. — II век. Уффици. |

## В европейской традиции
В эпоху Средневековья и Возрождения Ампелос не был известен. В Новое время и позже его образ встречается лишь изредка. Миф о нём был «переоткрыт» в Европе в XVII веке, когда были изданы первые переводы «Деяний Диониса». В их оформлении приняли участие такие художники как Якоб Матхэм и Ян Миль. Изображение Ампелоса также можно найти, например, в книгах «Этрусские, греческие и римские древности» (1766) Пьера Франсуа Хью д'Ханкарвиля, «Истории древних и современных вин» (1824) доктора Александра Хендерсона. Образ Ампелоса появляется в произведениях Мартина Опица (1622), Генриха Гейне («Боги в изгнании» (1853)) и Мэтью Арнолда («Заблудший странник» (1898)), Роберто Калассо (1988). Некоторые исследователи также указывают, что миф о Дионисе и Ампелосе был одним из источников вдохновения французского гомосексуального литератора Андре Жида.

## В астрономии
Согласно Овидию Ампелос был превращён в звезду Виндемиатрикс (лат. Vindēmiātrix — «виноградница»), расположенную в современном созвездии Девы. Это связано с фактом, что по гелиакическому восходу этой звезды древние римляне определяли время сбора урожая винограда, о чём указывается, например, в «Естественной истории» (XIII, 309) Плиния Старшего.
13 июня 1879 года французский астроном Альфонс Борелли открыл один из астероидов главного пояса, которому дал название в честь Ампелоса — (198) Ампелия.

## Комментарии
1. ↑  Согласно Афинею («Пир мудрецов», III 14, 78b) это имя также носила одна из нимф-гамадриад, растением которой была виноградная лоза[5].
2. ↑  От греческого слова «ампелос» происходит название науки о видах и сортах винограда — «ампелография».